# Another Code: R, Más allá de la Memoria
Another Code: R, Gateway of Memory (アナザーコード: R 記憶の扉 Anazā Kōdo: R Kioku no Tobira?), conocido en español como Another Code: R, Más Allá de la Memoria es un videojuego de aventura gráfica, secuela de Another Code: Two Memories, desarrollado por Cing y publicado por Nintendo para Wii. Llegó al mercado japonés el 5 de febrero de 2009 y al mercado europeo el 26 de junio del mismo año.
El nombre completo en español del juego, Another Code R: Más allá de la memoria, fue comunicado por Nintendo el 24 de abril de 2009, cuando también dijo que el videojuego sería lanzado en Europa el 26 de junio de 2009.

## Trama
La historia tiene lugar dos años después de los acontecimientos del primer juego en el ficticio lago Juliet.  Al final de las vacaciones de verano, Ashley Mizuki Robbins, que ahora tiene 16 años y aspirante a músico, recibe una invitación con un paquete de "DAS" recién modelado, que contiene un mensaje de su padre de que quiere vincularse con los dos en  un viaje de campamento en el lago Juliet. Ashley llega, pero frustrada porque le roban el bolso. Después de una breve discusión con su padre, Richard, él revela que vino al lago para saber por qué su madre, Sayoko, estaba haciendo aquí hace 13 años, lo que, para su sorpresa, Ashley ha tenido breves flashbacks tan pronto como llegó. Le da a Ashley un "TAS", que Sayoko había construido antes de morir.

## Personajes
- Ashley Mizuki Robbins (アシュレイ・ミズキ・ロビンズ Ashurei Mizuki Robinzu?): protagonista en la primera entrega y segunda.
- Jessica Robins: Tia de Ashley y hermana de Richard Robbins.
- Sayoko Robins: Madre de Ashley y mujer de Richard que desarrollo Another.
- Richard Robins: Padre de Ashley es un científico de primera que también desarrollo Another.
- Mattew Crusoe: Amigo de Ashley que intenta buscar a su padre después de su desaparición.
- Kelly Crusoe: Hermana pequeña de Mattew que murió en el lago de Lake Juliet por culpa de este.
- Emily Crusoe: Madre de Mattew que murió por una enfermedad.
- Michael Crusoe: Padre de Mattew y creador de Crusoe Resort que quebró en el 2004 por culpa de J.C Valley y de la contaminación del lago Juliet.
- Charlotte Graham: Señora mayor que vive en una gran casa hasta ahora es la única dueña del campanario.
- Robin Graham: Marido de Charlotte y relojero.
- Benhamin Graham: Padre de Charlotte y creador del campanario y de la estatua de la sirena.
- Lilly Graham: Madre de Charlotte y mujer de Benhamin.
- Olivia Graham: Hija de Charlotte que se  fugo hace seis años con el fotógrafo Gilbert Mosse.
- Gilbert Mosse: Fotógrafo de Nueva York se fugó con Olivia hace seis años.
- Lucy Graham: Sobrina de Charlotte es muy cotilla y muy habladora.
- Dan Maxwell: Guarda forestal del lago Juliet. Ayuda a Ashley a encontrar su bolsa.
- Elizabeth Alfred: Hija del director de J.C Valley. Arrogante, presumida y acusica, tiene problemas con su padre.
- Kate Alfred: Madre de Elizabeth y exmujer de Rex es diseñadora de moda.
- Rex Alfred: Sucesor de Jutz Fitzgerald en J.C Valley y director.
- Janet Ris: Prima de Elizabeth y compañera de Ashley en el instituto.
- Bob Fox: Dueño del reastaurante de comida rápida y viejo amigo de Richard.
- Ryan Gray: Antagonista del juego , se sabe que borro la memoria de Richard e intentó utilizar el Another 0 para su beneficio propio.